# Bavorovská stráň
Bavorovská stráň je přírodní památka východně od Bavorova v okrese Strakonice, v údolí řeky Blanice, na západním svahu Svobodné hory. Území se rozkládá v nadmořské výšce 418 až 436 m n. m.

## Historie
Chráněné území bylo vyhlášeno nařízením Okresního úřadu Strakonice číslo 6/96 ze dne 5. března 1996 s datem účinnosti od 1. července 1996.

## Flóra
Předmětem ochrany je druhově mimořádně bohaté luční společenstva svazu Molinion na erlanovém podkladu. Do území jsou zahrnuta i další luční společenstva a fragmentárně vyvinuté lesní společenstvo habrových doubrav (svazu Carpinion). Ze vzácných a zvláště chráněných druhů se zde vyskytují hvozdík pyšný (Dianthus superbus), vrba rozmarýnolistá (Salix rosmarinifolia), kosatec sibiřský (Iris sibirica), zvonek klubkatý (Campanula glomerata), hladýš pruský (Laserpitium prutenicum), srpice barvířská (Serratula tinctoria) a jiné.

## Galerie

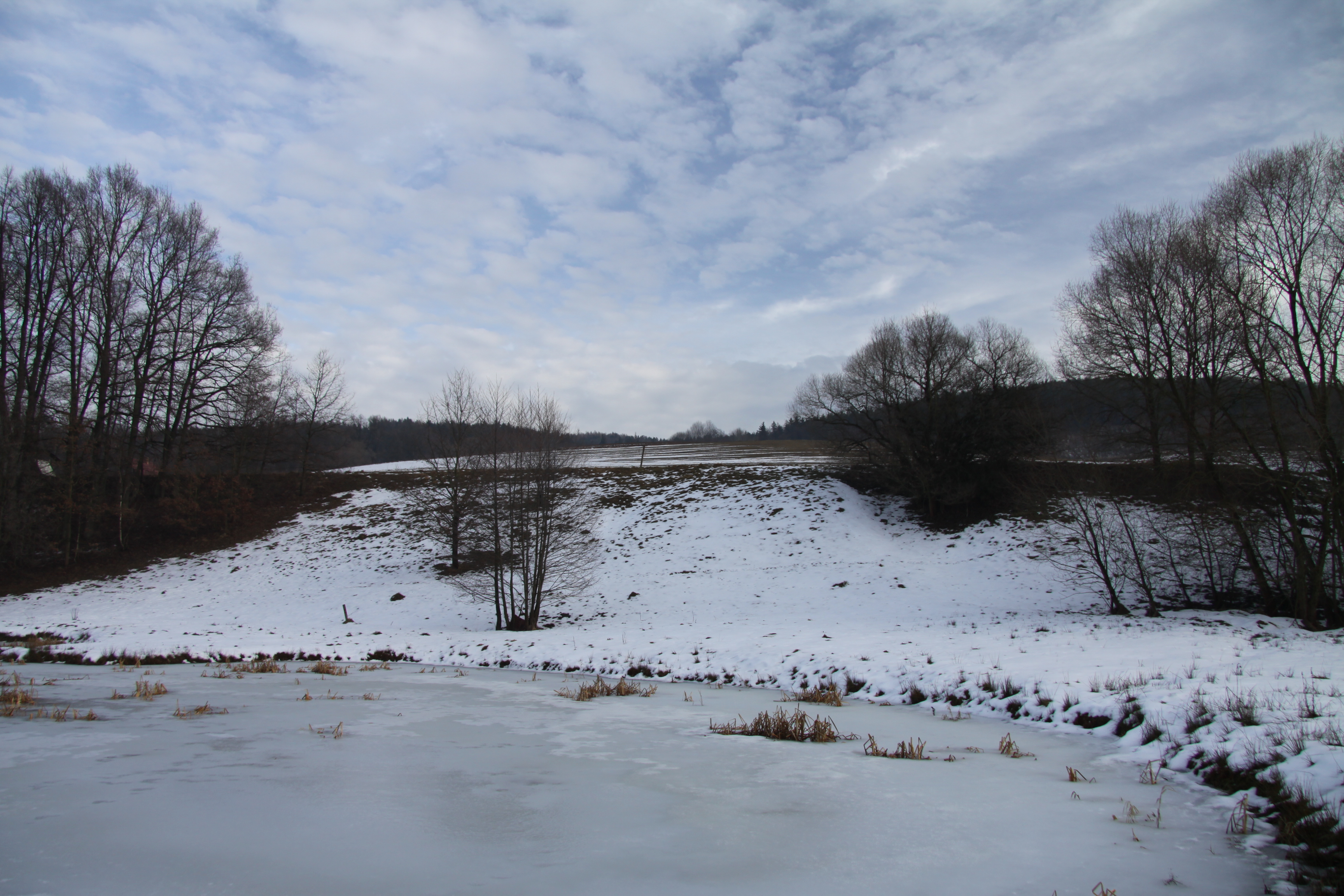
Pohled na stráň od spodní tůně
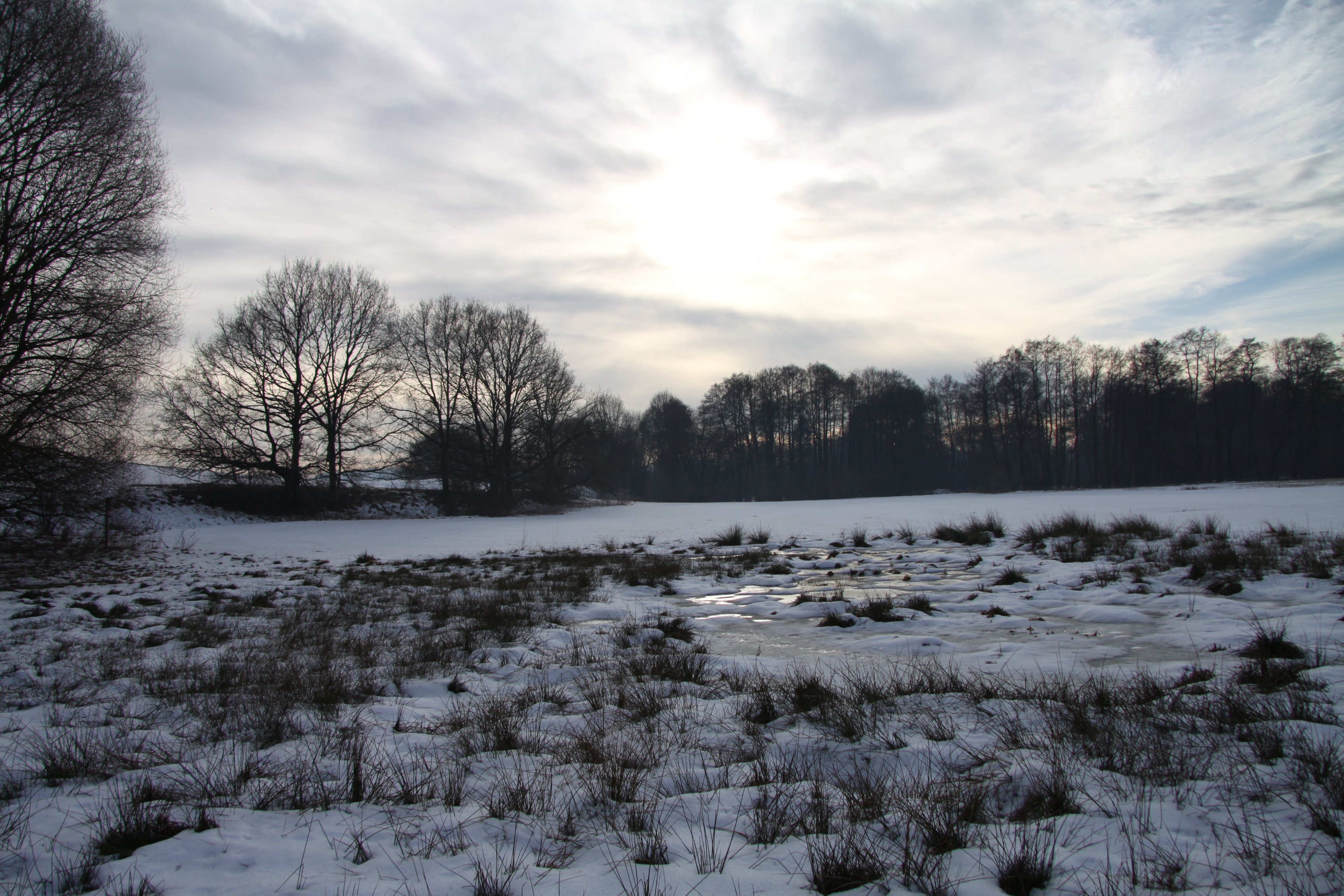
Okolní louky, stráň je v levé části obrázku
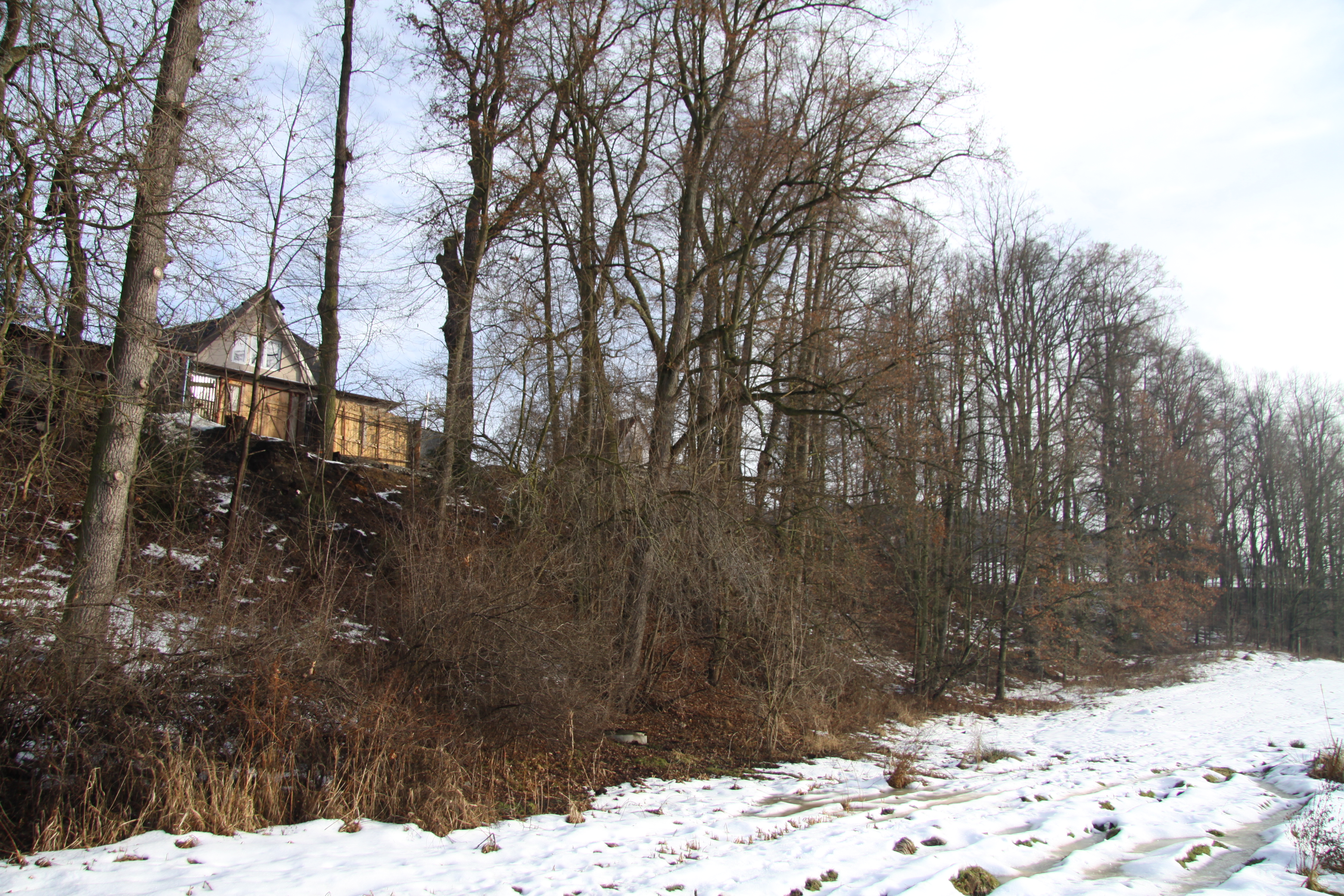
Část památky je hned vedle zahrádkářské zástavby
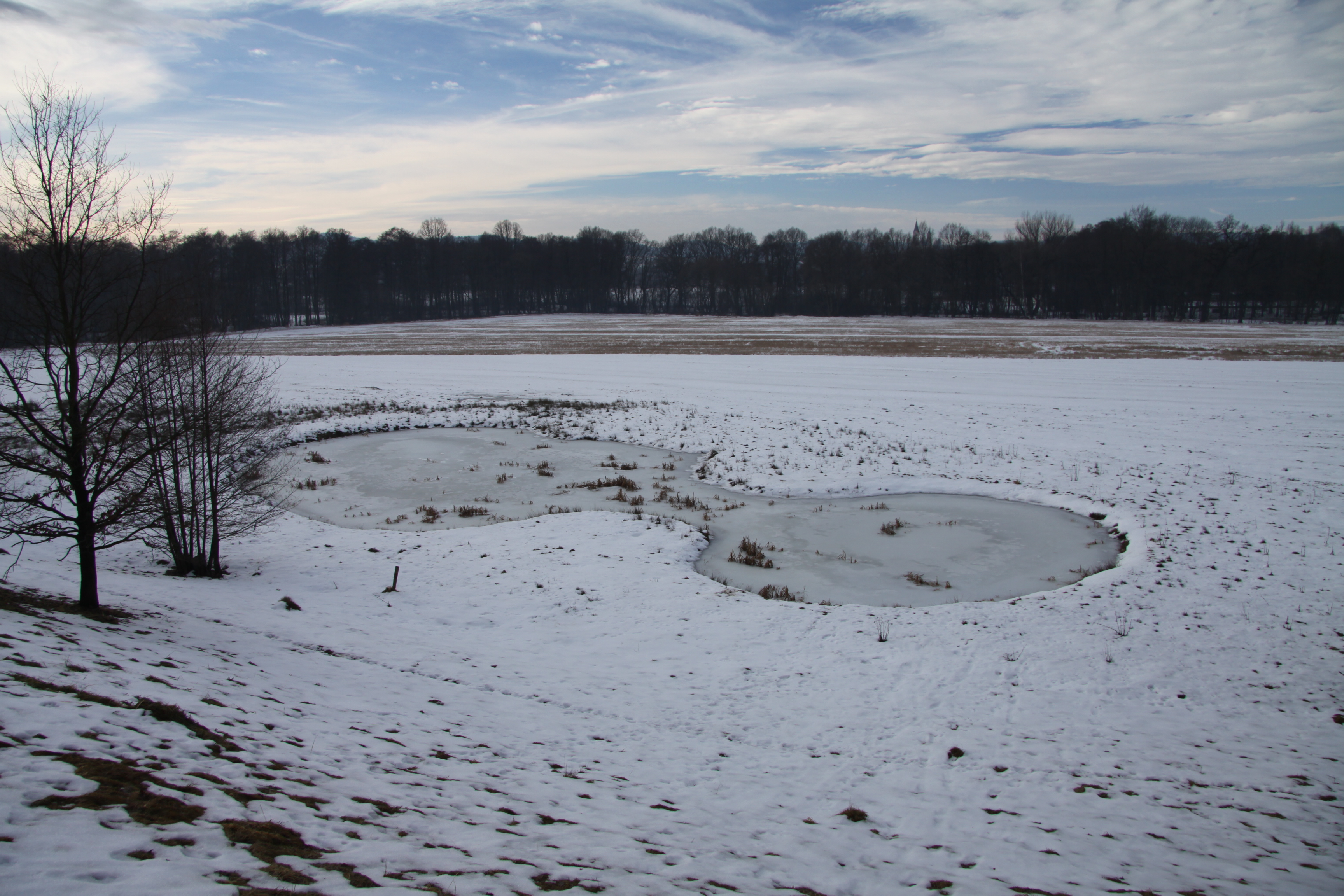
Pod strání se nachází dvě propojené tůně